# Fülöpszállás
Fülöpszállás é um município da Hungria, situado no condado de Bács-Kiskun. Tem 91,32 km² de área e sua população em 2015 foi estimada em 2.103 habitantes.